# Танатаров Акжурек Достикович
Акжурек Достикович Таната́ров (каз. Акжурек Достыкович Танатаров; нар. 3 вересня 1986, Тараз, Жамбильська область) — казахський борець вільного стилю, чемпіон Азії, бронзовий призер Олімпійських ігор.

## Біографія
Боротьбою почав займатися з 1996 року.

## Спортивні результати на міжнародних змаганнях

### Виступи на Олімпіадах
| Змагання                    | Збірна    | Вагова категорія          | Місце  |
| --------------------------- | --------- | ------------------------- | ------ |
| Літні Олімпійські ігри 2012 | Казахстан | вільна боротьба, до 66 кг | Бронза |

### Виступи на Чемпіонатах світу
| Змагання                        | Збірна    | Вагова категорія          | Місце |
| ------------------------------- | --------- | ------------------------- | ----- |
| Чемпіонат світу з боротьби 2010 | Казахстан | вільна боротьба, до 66 кг | 10    |
| Чемпіонат світу з боротьби 2013 | Казахстан | вільна боротьба, до 74 кг | 11    |
| Чемпіонат світу з боротьби 2014 | Казахстан | вільна боротьба, до 70 кг | 22    |

### Виступи на Чемпіонатах Азії
| Змагання                       | Збірна    | Вагова категорія          | Місце  |
| ------------------------------ | --------- | ------------------------- | ------ |
| Чемпіонат Азії з боротьби 2009 | Казахстан | вільна боротьба, до 66 кг | 7      |
| Чемпіонат Азії з боротьби 2014 | Казахстан | вільна боротьба, до 74 кг | 11     |
| Чемпіонат Азії з боротьби 2017 | Казахстан | вільна боротьба, до 70 кг | Золото |

### Виступи на інших змаганнях
| Змагання                                                      | Збірна    | Вагова категорія          | Місце  |
| ------------------------------------------------------------- | --------- | ------------------------- | ------ |
| Турнір Дана Колова — Николи Петрова 2007                      | Казахстан | вільна боротьба, до 74 кг | 5      |
| Олімпійський кваліфікаційний турнір з боротьби 2008 (Мартіні) | Казахстан | вільна боротьба, до 66 кг | 7      |
| Золотий Гран-прі з боротьби 2010 (Тбілісі)                    | Казахстан | вільна боротьба, до 66 кг | 16     |
| Золотий Гран-прі з боротьби 2012 (Тегеран)                    | Казахстан | вільна боротьба, до 74 кг | Бронза |
| Олімпійський кваліфікаційний турнір з боротьби 2012 (Астана)  | Казахстан | вільна боротьба, до 66 кг | Срібло |
| Меморіал Вацлава Циолковського 2012                           | Казахстан | вільна боротьба, до 74 кг | Бронза |
| Турнір Алі Алієва 2013                                        | Казахстан | вільна боротьба, до 74 кг | 14     |
| Гран-прі Німеччини з боротьби 2013                            | Казахстан | вільна боротьба, до 74 кг | Золото |
| Міжнародний турнір Дінмухамеда Кунаєва 2013                   | Казахстан | вільна боротьба, до 74 кг | Золото |
| Кубок Тахті 2014                                              | Казахстан | вільна боротьба, до 74 кг | 7      |
| Міжнародний турнір Дінмухамеда Кунаєва 2014                   | Казахстан | вільна боротьба, до 70 кг | 5      |
| Турнір Олександра Медведя 2015                                | Казахстан | вільна боротьба, до 74 кг | 18     |
| Турнір Алі Алієва 2015                                        | Казахстан | вільна боротьба, до 74 кг | 8      |
| Кубок Президента Казахстану з боротьби 2015                   | Казахстан | вільна боротьба, до 74 кг | Бронза |
| Інтерконтинентальний кубок з боротьби 2015                    | Казахстан | вільна боротьба, до 74 кг | 5      |
| Турнір Олександра Медведя 2016                                | Казахстан | вільна боротьба, до 74 кг | 13     |
| Міжнародний турнір Дінмухамеда Кунаєва 2016                   | Казахстан | вільна боротьба, до 70 кг | Золото |
| Турнір Дана Колова — Николи Петрова 2017                      | Казахстан | вільна боротьба, до 70 кг | 5      |